# Salinenmusikkapelle Hall in Tirol

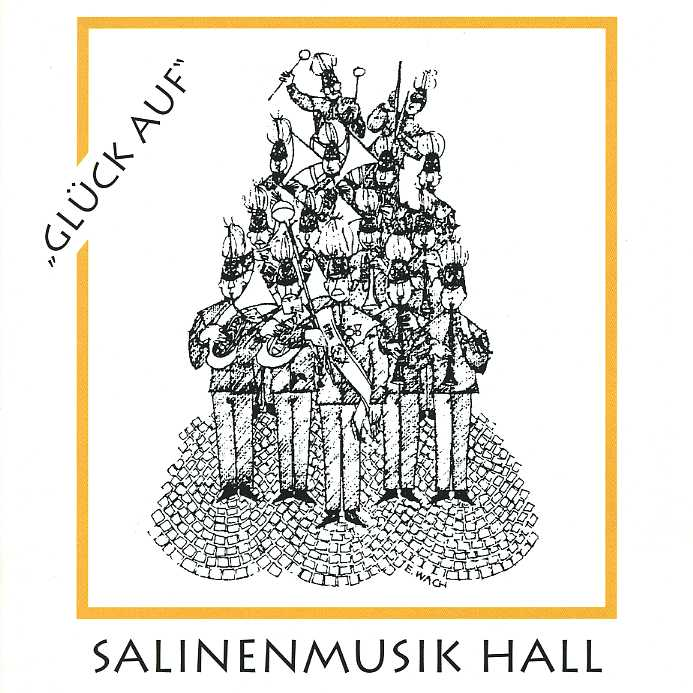
Zeichnung E. Wach

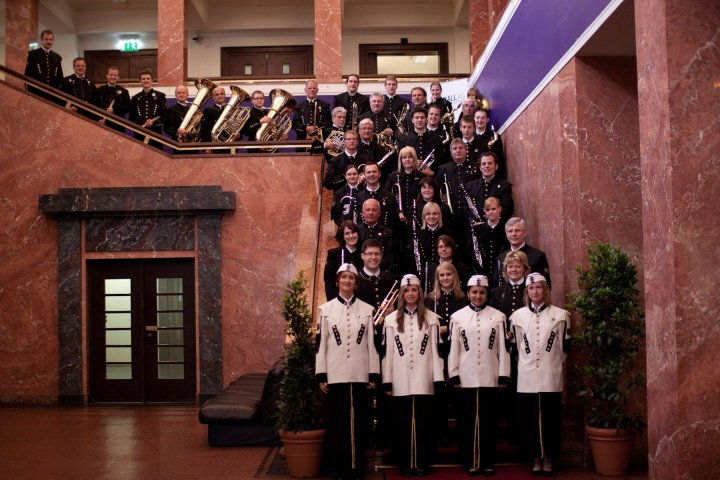
Salinenmusikkapelle Hall in Tirol

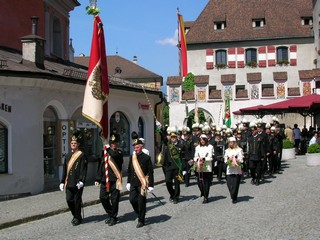
Salinenmusikkapelle Hall in Tirol

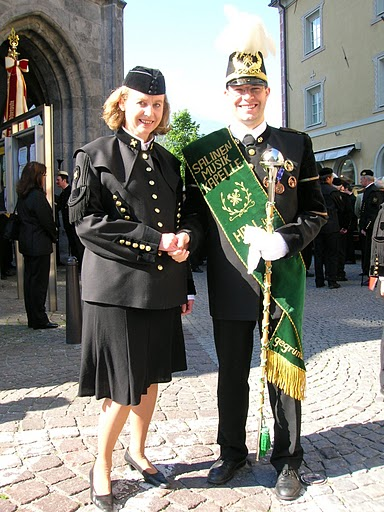
Salinenmusik-Präsidentin Evi Posch und der ehemalige Kapellmeister Daniel Walch

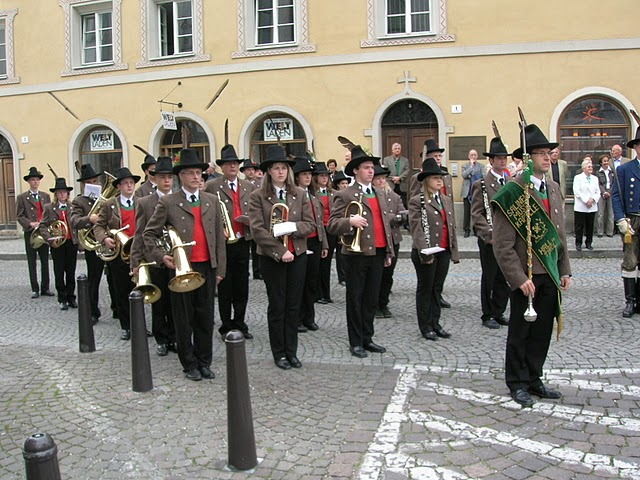
Salinenmusik in Straubschützentracht

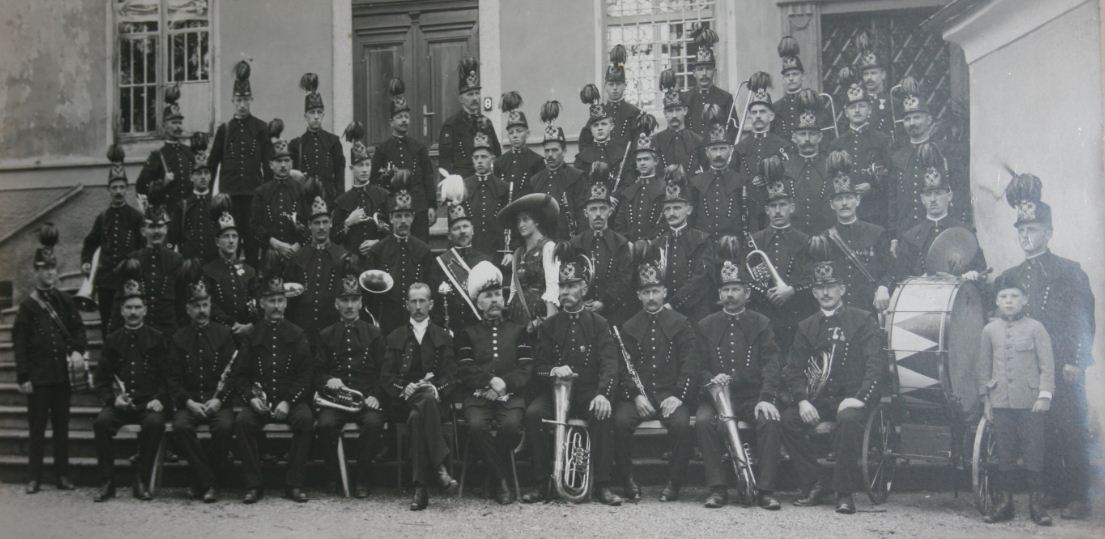
Salinenmusik 1921

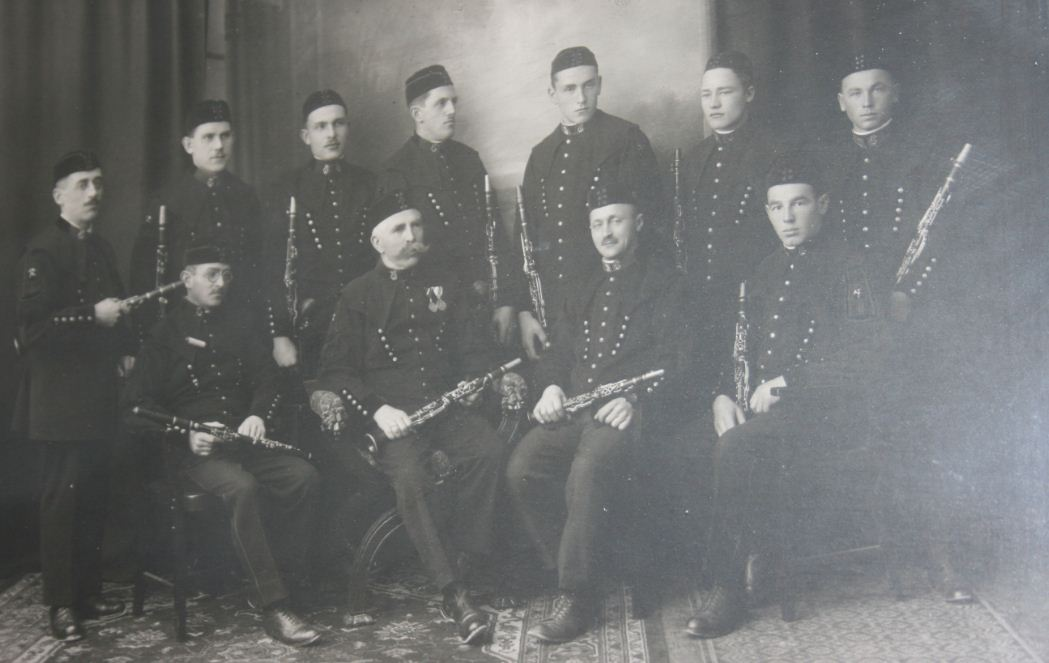
Klarinettenregister 1930

Die Salinenmusikkapelle Hall in Tirol ist eine der beiden Stadt-Musikkapellen in Hall in Tirol und eine der sechs Musikkapellen der Salinen Austria AG, neben Bad Ischl, Dürrnberg (Hallein), Ebensee, Hallstatt und Altaussee. Die Salinenmusikkapelle war bis ins Jahr 1954 eine Werksmusik der Salinen Österreich.
Die Kapelle umfasst derzeit 50 aktive Mitglieder und wird seit 2022 von Kapellmeister Otto Hornek musikalisch geleitet. Das Gründungsjahr lässt sich aufgrund der Aufzeichnungen auf das Jahr 1821 zurückführen.
Seit dem 26. Oktober 1954 ist die Salinenmusikkapelle Hall in Tirol keine juristische Werksmusik mehr, sondern wird als Musikverein geführt.

## Geschichte
Vor 1800 sollen die „Urmusikanten“ des Salzbergwerkes in losen Gruppen musiziert haben. Ein Zeitungsbericht von 1808 schildert, dass anlässlich der Eröffnung des Kaiser-Max-Stollens Bergwerksmusikanten teilgenommen haben. 1821 erfolgte die offizielle Gründung, nachdem bereits eine aus 16 Salzbergern bestehende „Musikbanda“ bestand, die vom Bergoffizier Josef Holzhammer sen. geleitet wurde. Im Jahr 1838 gründeten die Hüttenleute unter Josef Pircher die „Pfannhausmusikkapelle“, welche bald der älteren Knappenkapelle überlegen war. Die „Bürgergardemusik“ wurde 1839/40 gegründet. Damit musizierten in der Kleinstadt Hall 3 Musikkapellen. 1840 erfolgte die 1. Ausrückung als reine Blechharmonie in der Öffentlichkeit unter der Leitung von Josef Pircher als „Pfannhausmusik“. In den Partituren von 1854 kommen Klarinetten vor – jedoch bis zu dieser Zeit kein Schlagwerk. Hall beherbergte im Jahr 1858 vier Musikkapellen, denn auch die Bürgergarde und das Militär hatten eine eigene Musik aufgestellt. Der Salinen-Amtsvorstand Michael Kelb sammelte die Musikanten der Knappen- und Pfannhausmusik und vereinte sie zur „Salinenmusik“. Die „Salinerler“ waren es, die von 1875 bis 1910 als offizielle Musikkapelle der Stadtgemeinde für viele Aufgaben herangezogen wurden. Musikalische Leiter waren die Kapellmeister Ploner und Johann Fintl. Johann Fintl war von 1897 bis 1928 Dirigent der Pfannhauser-Musikkapelle. Am 23. März 1928 übernahm Alois Fintl den Taktstock. Unterbrochen wurde die Tätigkeit nur durch den Zweiten Weltkrieg, aber schon am 2. März 1946 konnte die erste Probe abgehalten werden. Als im Jahr 1967 der Salinenbetrieb stillgelegt wurde, konnte dank der geschlossenen Haltung aller Musikanten die Musikkapelle in die neue Zeit gerettet werden. Nach der Gründung der Haller „Straubschützenkompanie“ übernahm die Salinenmusik neben der traditionsreichen Bergmannstracht auch die Straubschützentracht und fungierte nun auch als Schützenmusik. 1987 übergab Alois Fintl den Taktstock dem städtischen Musikdirektor Hannes Buchegger, welcher nach wenigen Monaten dieses Amt wieder abgab. Im Jahr 1988 übernahm Georg Bleyer die musikalische Leitung. Im Frühjahr 1989 legte der 60 Jahre alte Obmann Gottfried Zanger nach 31-jähriger Tätigkeit diese Funktion in jüngere Hände. Nach Rudolf Hornsteiner, Kurt Kreidl und Harald Fischer ist seit 2011 Markus Galloner Obmann der Salinenmusik.
Die Salinenmusik ist verbunden mit dem Haller Salzbergbau und der Salinenstadt Hall in Tirol. Seit dieser Zeit sind musikalische Bergknappen und musikinteressierte Personen aus anderen bei Anlässen zur Stelle. Empfänge für Mitglieder des Kaiserhauses, der Bundesregierung, Parkkonzerte, Bergfeste, Fernsehauftritte, Hochzeiten, kirchliche Feiern, Wallfahrten und Ständchen gehören zu den Aufgaben.
Im 20. Jahrhundert prägten Johann Fintl und sein Sohn Alois Fintl 90 Jahre lang die Musik. Daniel Walch aus Zug am Arlberg leitete die Kapelle von 2006 bis 2016. Der Verein legte danach die musikalische Leitung die Hände des 22-jährigen Robert Brunner aus Volders. Beim Frühjahrskonzert 2016 am 21. Mai erfolgte die offizielle Taktstockübergabe.
2022 wurde Otto Hornek neuer musikalischer Leiter und der alte Kapellmeister Robert Brunner sein Stellvertreter.

## Chronik im Überblick
| Jahr             | Ereignis |
| ---------------- | --- |
| 1821             | Gründungsjahr der Salinenmusik Hall bestehend aus 16 Mannen unter der Leitung von Josef Holzhammer sen. |
| 1839/40          | Die Bürgergardemusik wird gegründet. Dabei tretet ein Problem auf, da in der Kleinstadt Hall 3 Musikkapellen musizieren. Amtsvorstand Michael Kelb sammelt die Musikanten der Knappen- und Pfannhausmusik und vereint sie zur „heutigen Salinenmusik“ |
| 1840             | 1. Ausrückung als reine Blechharmonie in der Öffentlichkeit unter der Leitung von Josef Pircher; Pfannhausmusik. |
| 1854             | In den Partituren kommen Klarinetten vor – jedoch bis zu dieser Zeit kein Schlagwerk |
| ab 1897          | Johann Fintl bekleidet das Amt als Kapellmeister bis ins Jahr 1927. Trotz des Ersten Weltkrieges kann die Musikkapelle personell weitergeführt werden da fast 1000 Menschen bei Saline und Berg beschäftigt sind. Da andere Gemeinden diesen Vorteil nicht hatten wechselten viele Musikanten aus den umliegenden Dörfern Mils, Tulfes, Ampass, Thaur, Absam und Rum zur Salinenmusik. |
| 1927             | Johann Fintl übergibt Alois Fintl (Sohn) den Dirigentenstab. Ein musikalischer Höhepunkt in der Geschichte der Musikkapelle. |
| 22. März 1937    | Die Salinenmusik erklingt erstmals aus dem Äther. |
| 1946             | Eine Freundschaft mit Personalmusik Winterthur beginnt. |
| 26. Oktober 1954 | Die Salinenmusik ist juristisch keine Werkskapelle mehr. Sie wird von diesem Zeitpunkt an als Musikverein geführt. |
| 1958             | Die Salinenmusik erreicht beim Wertungsspiel im Rahmen des Bundesmusikfestes in Lienz den 1. Rang mit Auszeichnung. Die erste Musikantin, eine Klarinettistin, stößt zur Männerrunde der Salinenmusik. |
| Oktober 1967     | 1. Rang mit Auszeichnung beim „Konzert der 1000 Musiker“ |
| 1969             | Die Beschaffung einer Tiroler Tracht für Musikkapelle wird erörtert; Art: Zillertalertracht |
| 1981             | Die Straubschützenkompanie Hall wünscht sich die Salinenmusikkapelle Musikkapelle für Ausrückungen mit „Straubschützentracht“. |
| 17. Mai 1987     | Hannes Buchegger wird neuer Kapellmeister der Salinenmusik. |
| 13. Juni 1988    | Alois Fintl stirbt (85. Lebensjahr) nach einer unglaublichen Zeit von 60 Jahren als Kapellmeister der Salinenmusik. |
| 1988             | Georg Bleyer übernimmt die musikalische Leitung der Salinenmusik. |
| 30. Juni 1995    | 1. gemeinsames Pavillonkonzert mit der Speckbacher Stadtmusik Hall. |
| Oktober 1995     | Die erste CD der Salinenmusik wird mit dem Aufnahmeleiter Joschi Binder produziert. |
| 2003             | Die Salinenmusik organisiert ein Salzfest im Salzlager Hall. 5 Salinenmusikkapellen aus ganz Österreich sind zu Gast (Hallstatt, Altaussee, Bad Ischl, Ebensee und Hallein-Dürnberg) |
| 2006             | Daniel Walch wird neuer Kapellmeister der Salinenmusik Hall und läutet eine neue junge dynamische Ära ein. |
| 2015             | Daniel Walch kündigt nach fast zehn Jahren Kapellmeistertätigkeit seinen Rücktritt an. |
| 2016             | Robert Brunner aus Volders wird neuer Kapellmeister der Salinenmusik Hall. |
| 2021             | Robert Brunner kündigt nach sechs Jahren Kapellmeistertätigkeit seinen Rücktritt an. |
| 2022             | Otto Hornek aus Hall in Tirol wird neuer Kapellmeister der Salinenmusik Hall. |

## Kapellmeister seit dem Gründungsjahr 1821
| Kapellmeister         |           |
| Josef Holzhammer sen. | 1821–1836 |
| Anton Steinlechner    | 1837–1838 |
| Josef Pircher         | 1838–1866 |
| Alois Lener           | 1867–1874 |
| Johann Hurmann        | 1875–1876 |
| Josef Holzhammer jun. | 1877–1896 |
| Johann Fintl          | 1897–1927 |
| Alois Fintl           | 1928–1986 |
| Hannes Buchegger      | 1987–1988 |
| Georg Bleyer          | 1988–2006 |
| Daniel W. Walch       | 2006–2016 |
| Robert Brunner        | 2016–2022 |
| Otto Hornek           | seit 2022 |
| Ehrenkapellmeister    |           |
| Johann Fintl          | 1897–1927 |
| Alois Fintl           | 1928–1986 |
| Georg Bleyer          | 1988–2006 |
| Ehrenobmann           |           |
| Harald Fischler       | 1992–2012 |

## Fotos von Kapellmeistern und Ehrenkapellmeistern

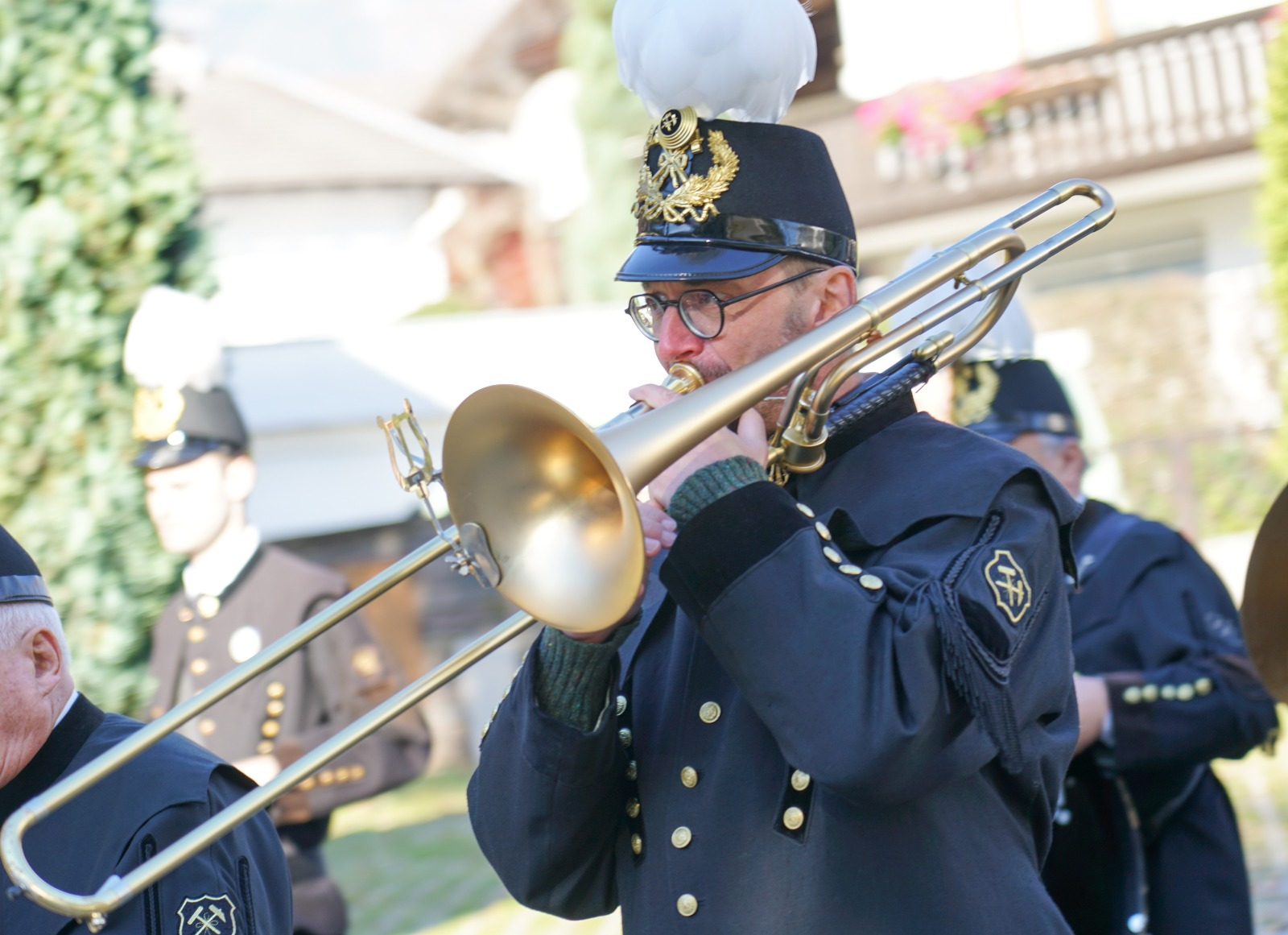
Kapellmeister Otto Hornek (seit 2022)
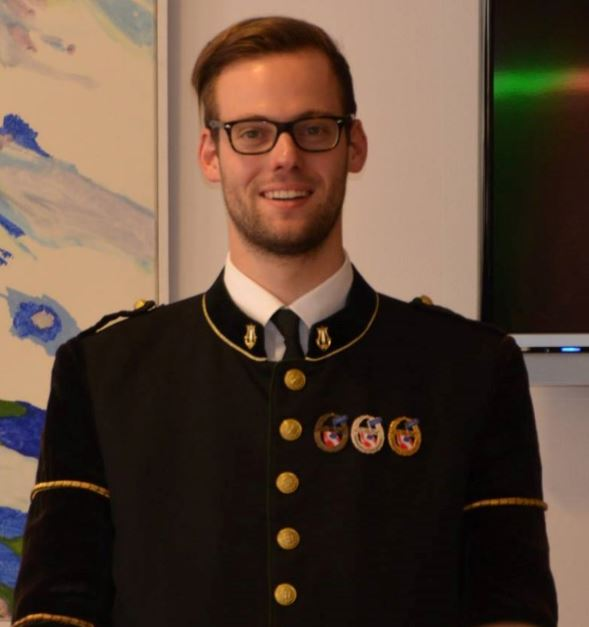
Kapellmeister Robert Brunner (seit 2016–2022)
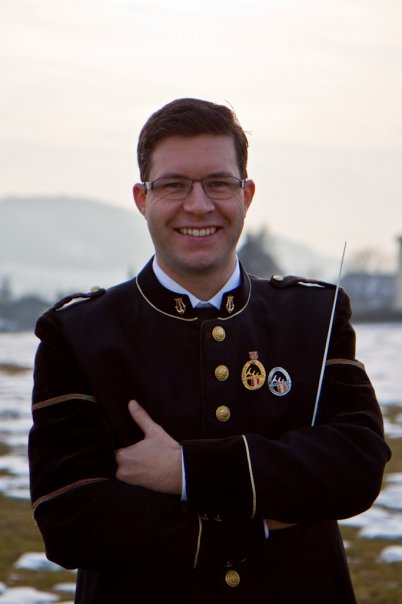
Kapellmeister Daniel W. Walch (2006–2016)
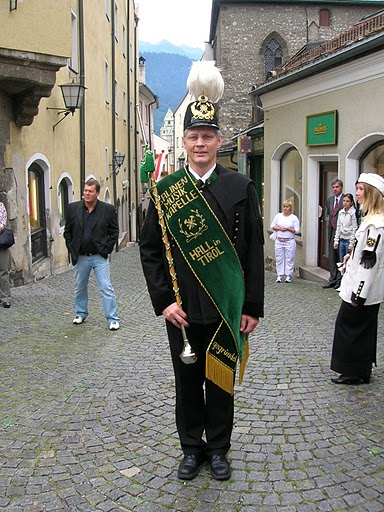
Ehrenkapellmeister Georg Bleyer (1988–2005)
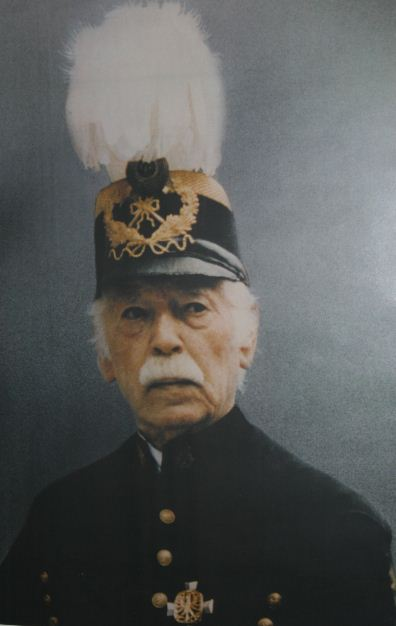
Ehrenkapellmeister Alois Fintl (1928–1986)
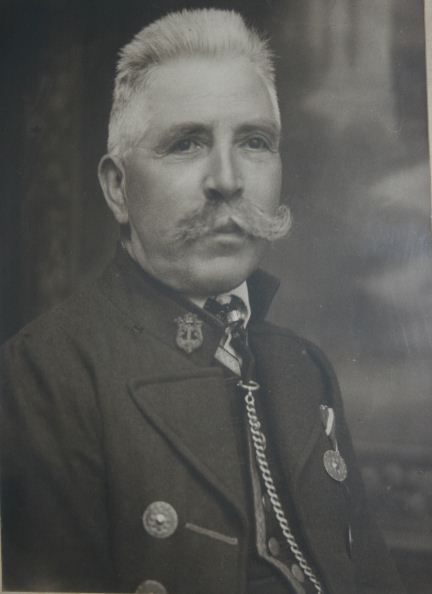
Ehrenkapellmeister Johann Fintl sen. (1897–1927)

## Uniform der Salinenmusikkapelle

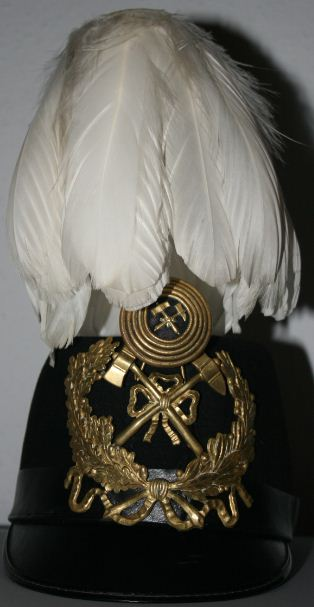
Kalpak Kokarde & Federbusch (weiß)
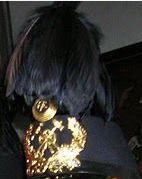
Kalpak Kokarde & Federbusch (schwarz)
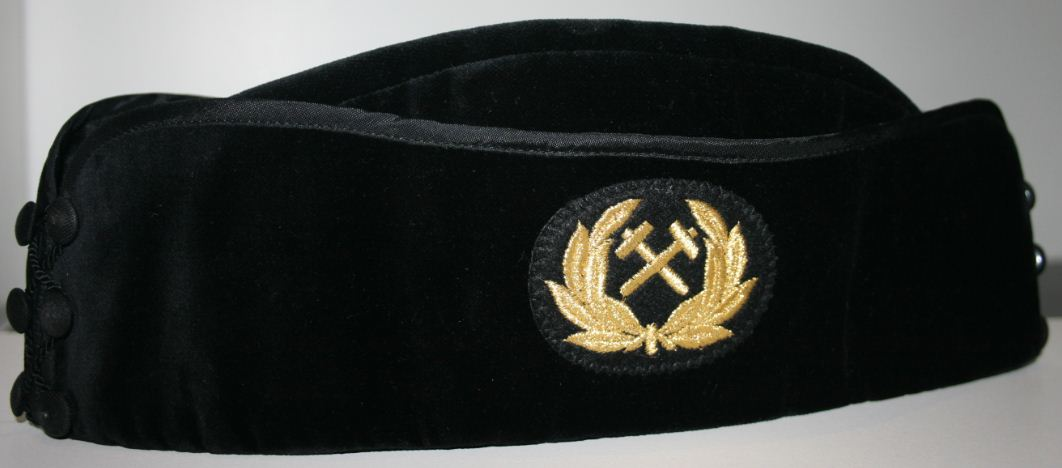
Schachtmütze
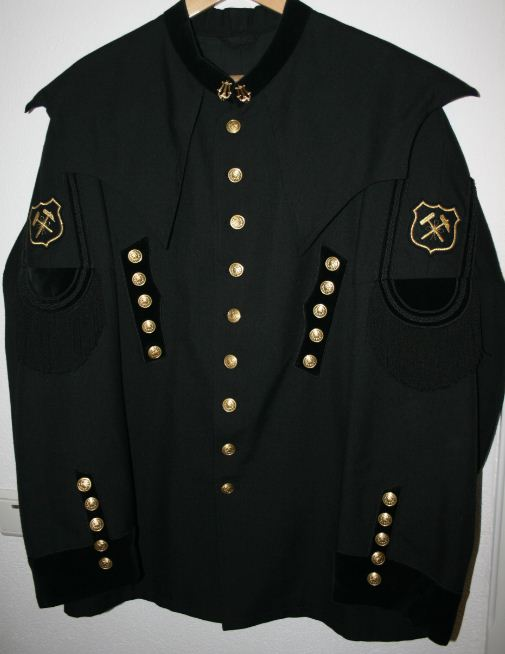
Bergmannsrock mit 29 Knöpfen

Der 4. Dezember wird alljährlich traditionell mit der heiligen Barbara assoziiert, die Schutzpatronin der Bergleute. Dieser Festtag wird durch die schwarzen Uniformen der Bergmänner mit Federbuschen (die schwarzen, die der Bergleute; die weißen, die des Aufsichtspersonals; die roten, die der Musiker der Bergmannsblaskapelle) geprägt.
Alle Uniformelemente symbolisieren bestimmte historische Arbeitstätigkeiten oder Arbeitsabläufe im Bergwerk und sind der historischen Arbeitswelt des Bergmanns entliehen.
- ein Kalpak, Kopfbedeckung auf dem eine goldene Kokarde und ein weißer oder schwarzer Federbusch aufgesteckt werden
- Kokarde, goldenes Abzeichen mit Hammer und Schlägel, wird am Kalpak getragen
- ein Federbusch, früher: Federwisch, der für die Reinigung von Sprenglöchern genutzt wurde, und von Bergmännern hinter einem Band am Hut getragen wurde
- eine Schachtmütze, in Abwandlung eines kleinen Hutes ohne Schirm (ehemals als Kopfschutz bei Abbauarbeiten benutzt)
- schwarze Fransen an Ärmeln, diese symbolisieren eine Reihe von Zündschnüren, die unentbehrlich bei Sprengarbeiten waren, und die man angebunden an Ärmeln getragen hat
- Schulterkragen ist dagegen ein „Reststück“ einer Pelerine (eines schützendes Mantels), die als Schulter- und Wasserschutz diente,
- Goldene Knöpfe mit Hammer und Schlägel (auch als Eisen und Schlägel bezeichnet) in der Anzahl von nicht weniger als 29, die die Lebensjahre der heiligen Barbara und das Gold der Knöpfe das Licht der Sonne symbolisieren sollen.

## Salinenkameradschaft
Zu feierlichen Anlässen wird die Salinenmusik Hall in Tirol von der Salinenkameradschaft ehemaliger Bergwerksbediensteter mit einer Fahnenabordnung begleitet.
Die Gründung des Vereins „Kameradschaft der ehemaligen Salinenbediensteten Hall/Absam/Thaur“ geht auf das Jahr 1967 in Absam zurück. Noch bevor der letzte Akt der Schließung des Salzberges mit der endgültigen Schließung der Saline in Hall mit 31. Dezember 1967 gesetzt wurde, trafen sich 26 Kameraden der ehemaligen Salinenbediensteten im Gasthof in Absam, um die alte Tradition und die Verbundenheit zu Berg und Hütte zu pflegen und weiter leben zu lassen. Diese gemeinsame Unterstützung hat nahezu 500-jährige Geschichte und ist aus den alten Bruderladen des Österreichischen und Deutschen Bergbaues entstanden. Einerseits eine der ersten Krankenversicherungen, andererseits auch als eine Art von Pension für Witwen und Waisen der Berg- und Hüttenarbeiter.

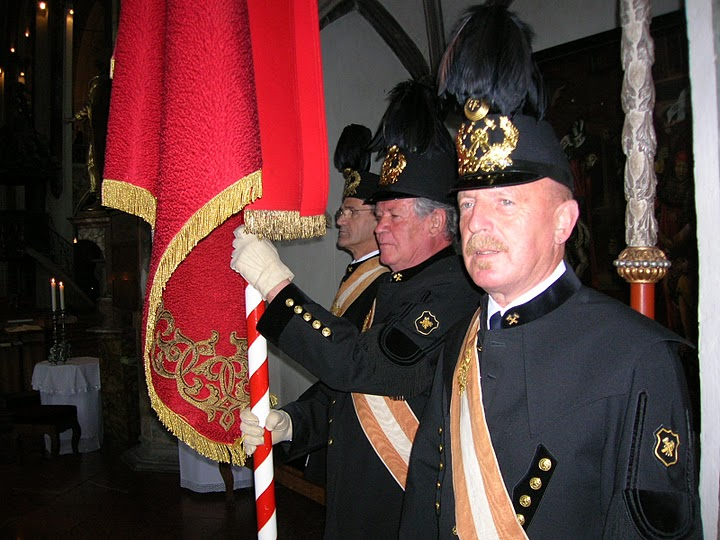
Salinenkameradschaft Fahnenabordnung
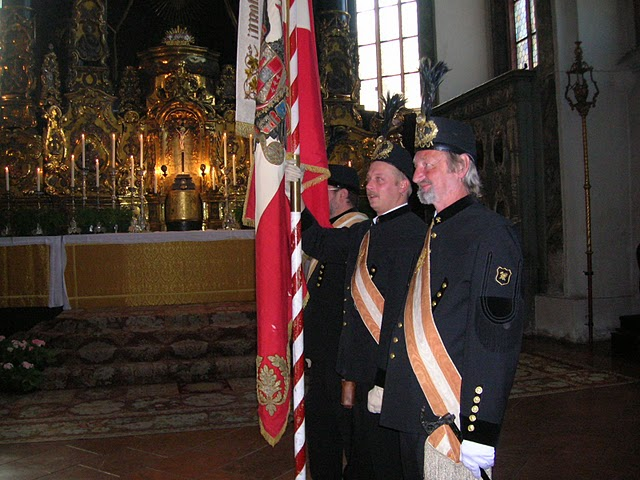
Salinenkameradschaft Bergerjahrtag
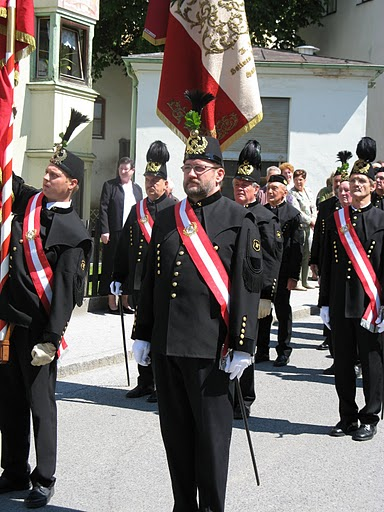
Salinenkameradschaft Bergerjahrtag
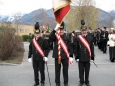
Fahnenabordnung der Salinenkameradschaft

## Persönlichkeiten

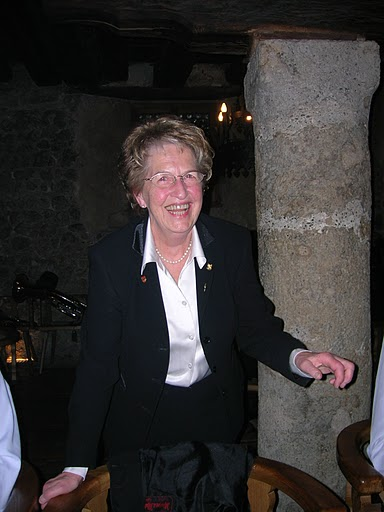
Ehrenpräsidentin der Salinenmusik
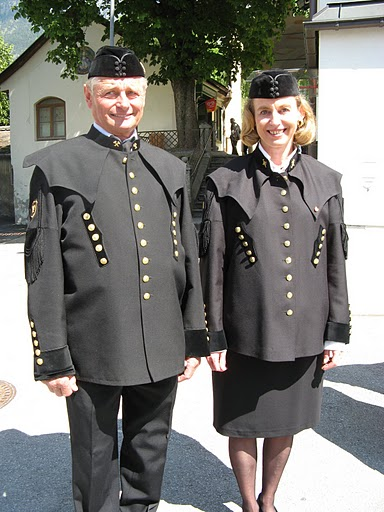
Präsidentin der Salinenmusik und Obmann der Salinenkameradschaft

## Instrumente
In der Salinenmusikkapelle Hall in Tirol finden folgende Instrumente Verwendung:
| - Querflöte - Piccolo - Klarinette - Saxophon - Trompete - Flügelhorn - Waldhorn | - Tenorhorn - Bariton - Posaune - Tuba - Schlagzeug - Schlagwerk |

## Diskografie
Neben Radioaufnahmen und Mitwirken bei Gemeinschaftsproduktionen hat die Musikkapelle zwei eigene Tonträger auf CD herausgebracht. Ein Höhepunkt war die Mitwirkung auf der Jubiläums-CD Danke Danzer, bei der die Musikkapelle das Stück Zombiball von Georg Danzer (arrangiert von Georg Bleyer) als Instrumentalversion herausbrachte.
- CD Glück Auf – Salinenmusik Hall 1995
- CD Danke Danzer 1996
- CD Salt Water 2001